# Oliver Sorg
Oliver Sorg (Engen, 29 maggio 1990) è un allenatore di calcio ed ex calciatore tedesco, di ruolo difensore. Attualmente ricopre il ruolo di tecnico del Rielasingen-Arlen, squadra della Landesliga tedesca.

## Statistiche

### Presenze e reti nei club
Statistiche aggiornate al 1º luglio 2017.
| Stagione           | Squadra            | Campionato         | Campionato | Campionato | Coppe nazionali | Coppe nazionali | Coppe nazionali | Coppe continentali | Coppe continentali | Coppe continentali | Altre coppe | Altre coppe | Altre coppe | Totale | Totale |
| Stagione           | Squadra            | Comp               | Pres       | Reti       | Comp            | Pres            | Reti            | Comp               | Pres               | Reti               | Comp        | Pres        | Reti        | Pres   | Reti   |
| ------------------ | ------------------ | ------------------ | ---------- | ---------- | --------------- | --------------- | --------------- | ------------------ | ------------------ | ------------------ | ----------- | ----------- | ----------- | ------ | ------ |
| 2009-2010          | Friburgo II        | RL                 | 18         | 0          | -               | -               | -               | -                  | -                  | -                  | -           | -           | -           | 18     | 0      |
| 2010-2011          | Friburgo II        | RL                 | 31         | 1          | -               | -               | -               | -                  | -                  | -                  | -           | -           | -           | 31     | 1      |
| ago.-dic. 2011     | Friburgo II        | RL                 | 20         | 0          | -               | -               | -               | -                  | -                  | -                  | -           | -           | -           | 20     | 0      |
| Totale Friburgo II | Totale Friburgo II | Totale Friburgo II | 69         | 1          |                 | -               | -               |                    | -                  | -                  |             | -           | -           | 69     | 1      |
| gen.-giu. 2012     | Friburgo           | BL                 | 17         | 0          | -               | -               | -               | -                  | -                  | -                  | -           | -           | -           | 17     | 0      |
| 2012-2013          | Friburgo           | BL                 | 32         | 0          | CG              | 4               | 0               | -                  | -                  | -                  | -           | -           | -           | 36     | 0      |
| 2013-2014          | Friburgo           | BL                 | 31         | 2          | CG              | 3               | 0               | UEL                | 5                  | 0                  | -           | -           | -           | 39     | 2      |
| 2014-2015          | Friburgo           | BL                 | 20         | 0          | CG              | 2               | 0               | -                  | -                  | -                  | -           | -           | -           | 27     | 1      |
| Totale Friburgo    | Totale Friburgo    | Totale Friburgo    | 105        | 3          |                 | 9               | 0               |                    | 5                  | 0                  |             |             |             | 119    | 3      |
| 2015-2016          | Hannover 96        | BL                 | 20         | 0          | CG              | 0               | 0               | -                  | -                  | -                  | -           | -           | -           | 20     | 0      |
| 2016-2017          | Hannover 96        | 2.B                | 26         | 0          | CG              | 2               | 0               | -                  | -                  | -                  | -           | -           | -           | 28     | 0      |
| 2017-2018          | Hannover 96        | BL                 | -          | -          | CG              | -               | -               | -                  | -                  | -                  | -           | -           | -           | -      | -      |
| Totale Hannover 96 | Totale Hannover 96 | Totale Hannover 96 | 46         | 0          |                 | 2               | 0               |                    |                    |                    |             |             |             | 48     | 0      |
| Totale carriera    | Totale carriera    | Totale carriera    | 220        | 4          |                 | 11              | 0               |                    | 5                  | 0                  |             |             |             | 236    | 4      |

### Cronologia presenze e reti in nazionale
| Cronologia completa delle presenze e delle reti in nazionale ― Germania | Cronologia completa delle presenze e delle reti in nazionale ― Germania | Cronologia completa delle presenze e delle reti in nazionale ― Germania | Cronologia completa delle presenze e delle reti in nazionale ― Germania | Cronologia completa delle presenze e delle reti in nazionale ― Germania | Cronologia completa delle presenze e delle reti in nazionale ― Germania | Cronologia completa delle presenze e delle reti in nazionale ― Germania | Cronologia completa delle presenze e delle reti in nazionale ― Germania |
| Data                                                                    | Città                                                                   | In casa                                                                 | Risultato                                                               | Ospiti                                                                  | Competizione                                                            | Reti                                                                    | Note                                                                    |
| ----------------------------------------------------------------------- | ----------------------------------------------------------------------- | ----------------------------------------------------------------------- | ----------------------------------------------------------------------- | ----------------------------------------------------------------------- | ----------------------------------------------------------------------- | ----------------------------------------------------------------------- | ----------------------------------------------------------------------- |
| 13-5-2014                                                               | Amburgo                                                                 | Germania                                                                | 0 – 0                                                                   | Polonia                                                                 | Amichevole                                                              | -                                                                       | 82’                                                                     |
| Totale                                                                  |                                                                         | Presenze                                                                | 1                                                                       |                                                                         | Reti                                                                    | 0                                                                       |                                                                         |